# Oxystophyllum oblongum
Oxystophyllum oblongum là một loài thực vật có hoa trong họ Lan. Loài này được (Ames & C.Schweinf.) M.A.Clem. mô tả khoa học đầu tiên năm 2003.